# Quillaja saponaria
Quillaja és un gènere de plantes de la família de les Quillajàcies, ordre Fabals, subclasse Ròsida, classe Magnoliopsida, divisió Magnoliophyta.

## Taxonomia
Quillaja saponaria

## Química
Heterocicles Saponin